# Mistrzostwa Europy w Boksie 1955
XI Mistrzostwa Europy w Boksie (mężczyzn) odbyły się w dniach 27 maja–5 czerwca 1955 w Berlinie Zachodnim. Startowało 153 uczestników z 24 państw (wśród nich Egiptu i Saary), w tym dziesięciu reprezentantów Polski.

## Medaliści

### Waga musza
| Złoto           | Srebro                  | Brąz                                         |
| --------------- | ----------------------- | -------------------------------------------- |
| Edgar Basel RFN | Mircea Dobrescu Rumunia | Henryk Kukier Polska · Wolfgang Behrendt NRD |

### Waga kogucia
| Złoto                  | Srebro               | Brąz                                            |
| ---------------------- | -------------------- | ----------------------------------------------- |
| Zenon Stefaniuk Polska | Boris Stiepanow ZSRR | Daniel Hellebuyck Belgia · Wolfgang Schwarz RFN |

### Waga piórkowa
| Złoto                  | Srebro                  | Brąz                                                 |
| ---------------------- | ----------------------- | ---------------------------------------------------- |
| Thomas Nicholls Anglia | Aleksandr Zasuchin ZSRR | Hans-Peter Mehling RFN · Pentti Hämäläinen Finlandia |

### Waga lekka
| Złoto              | Srebro                     | Brąz                                               |
| ------------------ | -------------------------- | -------------------------------------------------- |
| Harry Kurschat RFN | Derwish Ali Mustapha Egipt | Ilja Lukić Jugosławia · Pentti Rautianen Finlandia |

### Waga lekkopółśrednia
| Złoto                 | Srebro          | Brąz                                            |
| --------------------- | --------------- | ----------------------------------------------- |
| Leszek Drogosz Polska | Pál Budai Węgry | Wladimir Jengibarian ZSRR · Hans Petersen Dania |

### Waga półśrednia
| Złoto                   | Srebro                  | Brąz                                                |
| ----------------------- | ----------------------- | --------------------------------------------------- |
| Nicholas Gargano Anglia | Hippolyte Annex Francja | Nicolae Linca Rumunia · Pavle Šovljanski Jugosławia |

### Waga lekkośrednia
| Złoto                         | Srebro                | Brąz                                   |
| ----------------------------- | --------------------- | -------------------------------------- |
| Zbigniew Pietrzykowski Polska | Karlos Dżanerjan ZSRR | Rolf Caroli NRD · Marcel Pigou Francja |

### Waga średnia
| Złoto                  | Srebro              | Brąz                                                |
| ---------------------- | ------------------- | --------------------------------------------------- |
| Giennadij Szatkow ZSRR | Stig Sjölin Szwecja | Dieter Wemhöner RFN · Bedřich Koutný Czechosłowacja |

### Waga półciężka
| Złoto               | Srebro               | Brąz                                                 |
| ------------------- | -------------------- | ---------------------------------------------------- |
| Erich Schöppner RFN | Ulrich Nitzschke NRD | Július Torma Czechosłowacja · Ottavio Panunzi Włochy |

### Waga ciężka
| Złoto                 | Srebro                | Brąz                                                      |
| --------------------- | --------------------- | --------------------------------------------------------- |
| Algirdas Šocikas ZSRR | Horst Winterstein RFN | François Magnetto Francja · Horymír Netuka Czechosłowacja |

## Występy Polaków
- Henryk Kukier (waga musza) wygrał w eliminacjach z Paulem Schnuggiem (Austria), w ćwierćfinale z Derekiem Lloydem (Anglia), a w półfinale przegrał z Edgarem Baselem (RFN) zdobywając brązowy medal
- Zenon Stefaniuk (waga kogucia) wygrał w eliminacjach z Radoslavem Radanovem (Jugosławia), w ćwierćfinale z Victorem Sciopu (Rumunia), w półfinale z Danielem Hellebuyckiem (Belgia) i w finale z Borisem Stiepanowem (ZSRR) zdobywając złoty medal
- Zdzisław Soczewiński (waga piórkowa) wygrał w eliminacjach z Kayą (Turcja) i z Edwardem Duffym (Irlandia), a w ćwierćfinale przegrał z Pentti Hämäläinenem (Finlandia)
- Henryk Niedźwiedzki (waga lekka) przegrał pierwszą walkę w eliminacjach z Gheorghe Fiatem (Rumunia)
- Leszek Drogosz (waga lekkopółśrednia) wygrał w eliminacjach z Hansem Bovelethem (RFN) i z Leopoldem Potesilem (Austria), w ćwierćfinale z Bruno Ravaglią (Włochy), w półfinale z Wladimirem Jengibarianem (ZSRR) i w finale z Pálem Budaiem (Węgry) zdobywając złoty medal
- Marian Ponanta (waga półśrednia) przegrał pierwszą walkę w ćwierćfinale z Pavle Šovljanskim (Jugosławia)
- Zbigniew Pietrzykowski (waga lekkośrednia) wygrał w eliminacjach z Maxem Reschem (RFN), w ćwierćfinale walkowerem z Bernardem Fosterem (Anglia), w półfinale z Marcelem Pigou Francja) i w finale z Karlosem Dżanerjanem (ZSRR) zdobywając złoty medal
- Zbigniew Piórkowski (waga średnia) wygrał w eliminacjach z Gabrielem Assagą (Francja), a w ćwierćfinale przegrał z Giennadijem Szatkowem (ZSRR)
- Tadeusz Grzelak (waga półciężka) przegrał pierwszą walkę w ćwierćfinale z Ottavio Panunzim (Włochy)
- Bogdan Węgrzyniak (waga ciężka) przegrał pierwszą walkę w eliminacjach z Thornerem Ahsmanem (Szwecja)